# Phymatostetha undulifera
Phymatostetha undulifera är en insektsart som först beskrevs av Walker 1857.  Phymatostetha undulifera ingår i släktet Phymatostetha och familjen spottstritar. Inga underarter finns listade i Catalogue of Life.